# Dilbeek
Dilbeek es un municipio belga perteneciente a la provincia de Brabante Flamenco, en la circunscripción Bruselas-Halle-Vilvoorde.
A 1 de enero de 2018 tiene 42 434 habitantes.
Comprende los deelgemeentes de Groot-Bijgaarden, Itterbeek, Schepdaal, Sint-Martens-Bodegem y Sint-Ulriks-Kapelle, además del propio Dilbeek.
Se ubica en la periferia occidental de Bruselas.

## Demografía

### Evolución
Todos los datos históricos relativos al actual municipio, el siguiente gráfico refleja su evolución demográfica, incluyendo municipios después de efectuada la fusión el 1 de enero de 1977.
| Gráfica de evolución demográfica de Dilbeek entre 1846 y 2020 |
|                                                               |